# 藤村新一
藤村新一（1950年5月4日—），日本業餘考古學者，宮城縣出身。原東北舊石器文化研究所副理事長。作為舊石器捏造事件的主角而知名。1970年代以來，藤村新一以極高的效率，在日本發現多處舊石器時代遺址，出土大量文物。然而，這些發現後來被證實為捏造。事件曝光後，藤村新一改用再婚妻子的姓氏，不再使用舊姓「藤村」。

## 簡介
藤村新一生於1950年，少年時即對考古學產生興趣，曾在自家後院發現繩文時代的陶器碎片。在仙台育英高等學校畢業後，藤村進入東北電力的子公司東北計器工業任職，在此期間他仍保持對考古學的熱情。1973年，他在與人合著的《宮城縣古川市馬場壇發現的文字瓦》一文中介紹了線刻文字瓦的資料。1974年起，他開始以江合川流域的石器為中心進行實地探查。1975年，他以參與探查的同伴為主幹，成立了「石器文化談話會」，并以石器探索名人自居，開展活動。
藤村新一發現石器的效率驚人，因此被同伴譽為「神之手（ゴッドハンド、God Hand）」。1981年藤村宣稱在座散亂木遺跡發現了四萬年前的石器，而後在1983年出版的研究報告中宣稱學術界對日本是否擁有舊石器時代前期之石器的爭議可以因該遺跡的發掘定下結論。1992年，藤村參與籌建了一所民間考古學機構“東北舊石器文化研究所”，同時仍在東北電力一系的公司工作。1999年，他從公司辭職，正式加入研究所。2000年8月，東北舊石器文化研究所獲得特定非營利活動法人認證（2004年1月解散），此後藤村便以副理事長的身分活動。在捏造事件曝光之前，藤村陸續發表了數項研究報告，將日本的舊石器時代上限一再往前推進，他也藉此成為日本舊石器時代早、中期研究的頂尖人物之一。

## 舊石器捏造事件
藤村新一極高的發現效率和不自然的發掘樣貌，讓一些人對以他為首的東北舊石器文化研究所的「業績」產生懷疑，但這些人在學會中僅占少數。日本考古學界對他們的意見也大都漠視，且不乏冷眼旁觀者。考古學相關人士即使對藤村所屬之團體的調查結果持有異議，也很少具體提出糾正，大多數人僅僅與他們劃清界限，以避免彼此決裂，造成對自己研究業績的影響。也有人認為這些成果並非蓄意捏造，而是犯錯或是有混入品影響之故。
根據懷疑藤村在發掘現場有可疑行動的人所提供的情報，每日新聞社北海道分社組成了一個小組著手進行取材工作。他們在發掘現場埋伏，成功拍攝到了藤村將預先準備的石器埋入遺跡中佈置的照片與影片。在這之後，經過直接採訪與捏造的確認，2000年11月5日《每日新聞》的早報報導此一消息。以此為開端，藤村新一的成果幾乎全部被判定為偽造，日本原來確認的所謂舊石器時代早期、中期的遺跡也全被撤銷。受此影響，過去二十五年間，日本舊石器時代早、中期的相關研究幾乎全部喪失價值，登錄遺跡（埋藏文化財包藏地）被撤銷，教科書也需改寫。藤村新一偽造的遺跡主要以宮城縣為中心，但從北海道到關東地方，他進行過「調查指導」的廣大範圍內，類似行為皆有發生。
針對藤村的控告也進行了一番檢討，因為基於日本當時的法規，難以將其定罪。2003年，福岡縣的考古學家對藤村新一以有「偽計業務妨害」（以不實言論欺騙他人，造成他人的業務受到妨礙；信用毁损罪・业务妨害罪）之嫌予以控告，但是仙台地方檢察廳以證據不足為由給予不起訴處分。
事件之後，藤村新一到日本東北某醫院住院，基於病情因素，住院細節沒有公開。藤村以病況惡化為由，持續謝絕接待訪客，僅與時任明治大學名譽教授、日本考古學協會特別委員的戶澤充則見面，進行自我辯解，列舉了一些捏造事件的理由。
根據藤村的辯解，最初開始的偽造，是基於求取功名的心態，在被稱為「神之手」後，更感壓力，而一發不可收拾。事件曝光之初，公眾原以為藤村的成果僅有一部分屬於捏造，但深入的調查證明，他捏造的範圍相當廣泛，輿論對他的指責也日漸嚴苛。在巨大的壓力之下，藤村出現了解離性人格疾患的症狀，還曾因精神壓力自行將右手食指與中指以斧頭砍斷，被認定為「身心障礙者」，於2003年11月住進福島的精神病院。同年5月，藤村住院前，與一位相識的女性再婚。
現在，藤村在福島縣幫助身心障礙者就業的一個非營利組織工作。據說因為精神疾病的關係，他已經失去了與捏造遺跡等相關的記憶。

## 延伸阅读
- （2003年）『発掘捏造』新潮社 ISBN 4-10-146823-0
- （2003年）『古代史捏造』新潮社 ISBN 4-10-146824-9
- 捏造発覚直前の半生記：藤村新一（2000年）「私には50万年前の地形が見える」『月刊現代』2000年11月号 pp.112-119　講談社
- 奥野正男『神々の汚れた手―旧石器捏造・誰も書かなかった真相』梓書房 ISBN 4870352214
  - 日本考古學協會報告中描述捏造事件是由藤村新一單獨行事，但該書則說事實上是有共犯的存在。
- 岡村道雄山川出版社 2010年10月

## 外部連結
- 宮城県教育庁文化財保護課〜旧石器捏造問題について （页面存档备份，存于）
- 日本考古学協会〜前・中期旧石器問題調査研究特別委員会最終報告 （页面存档备份，存于）